# Élections cantonales de 2011 en Guadeloupe

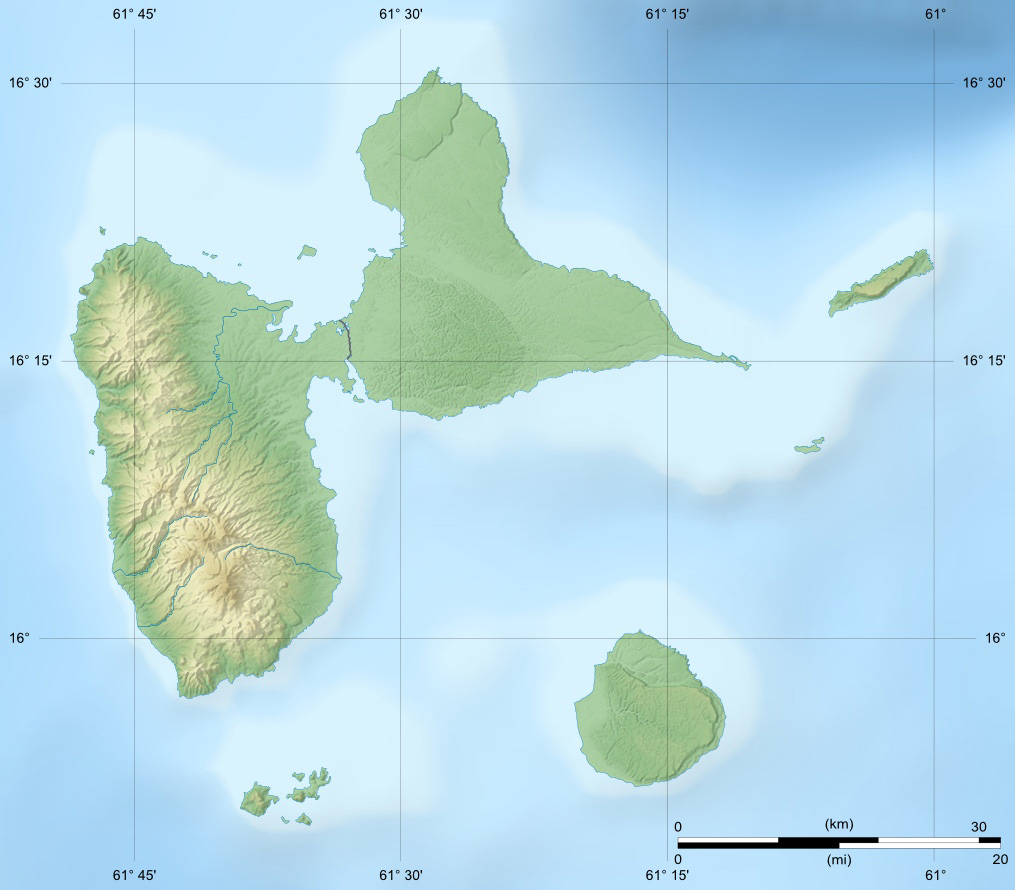
Carte du département de la Guadeloupe

Les élections cantonales ont eu lieu les 20 et 27 mars 2011.

## Contexte départemental

### Assemblée départementale sortante
Avant les élections, le conseil général de la Guadeloupe est présidé par Jacques Gillot. Il comprend 40 conseillers généraux issus des 40 cantons de la Guadeloupe. 19 d'entre eux sont renouvelables lors de ces élections.
| Parti                                         | Sigle | Élus |
| --------------------------------------------- | ----- | ---- |
| Majorité (35 sièges)                          |       |      |
| Socialiste, radical, citoyen et divers gauche | SRC   | 19   |
| Gauche alternative                            | GA    | 7    |
| Guadeloupe unie, socialisme et réalités       | GUSR  | 6    |
| Parti progressiste démocratique guadeloupéen  | PPDG  | 3    |
| Opposition (5 sièges)                         |       |      |
| Démocrates et républicains                    | UMP   | 4    |
| Divers droite                                 | DVD   | 1    |
| Président du conseil général                  |       |      |
| Jacques Gillot (GUSR)                         |       |      |

## Résultats à l'échelle du département

### Résultats en nombre de sièges
| Parti | Sièges mis en jeu | Élus | Évolution |
| ----- | ----------------- | ---- | --------- |
| SRC   | 9                 | 7    | -2        |
| GUSR  | 3                 | 3    | =         |
| PPDG  | 2                 | 2    | =         |
| GA    | 4                 | 3    | -1        |
| UMP   | 1                 | 2    | +1        |
| DVD   | 0                 | 2    | +2        |

### Assemblée départementale à l'issue des élections
| Parti                                         | Sigle | Élus |
| --------------------------------------------- | ----- | ---- |
| Majorité (32 sièges)                          |       |      |
| Socialiste, radical, citoyen et divers gauche | SRC   | 17   |
| Guadeloupe unie, socialisme et réalités       | GUSR  | 6    |
| Gauche alternative                            | GA    | 6    |
| Parti progressiste démocratique guadeloupéen  | PPDG  | 3    |
| Opposition (8 sièges)                         |       |      |
| Démocrates et républicains                    | UMP   | 5    |
| Divers droite                                 | DVD   | 3    |
| Président du conseil général                  |       |      |
| Jacques Gillot (GUSR)                         |       |      |

### Liste des élus
| Canton                 | Conseiller sortant         | Parti | Parti | Conseiller élu          | Parti | Parti |
| ---------------------- | -------------------------- | ----- | ----- | ----------------------- | ----- | ----- |
| Les Abymes-1           | Chantal Lérus              |       | GA    | Chantal Lérus           |       | GA    |
| Anse-Bertrand          | Jean-Marie Hubert          |       | GA    | Jean-Marie Hubert       |       | GA    |
| Baie-Mahault           | Ary Chalus                 |       | PS    | Ary Chalus              |       | PS    |
| Capesterre-Belle-Eau-1 | Alain Lacavé*              |       | GA    | Joël Beaugendre         |       | UMP   |
| Capesterre-Belle-Eau-1 | Eddy Claude-Maurice        |       | UMP   | Eddy Claude-Maurice     |       | UMP   |
| La Désirade            | René Noël                  |       | PS    | René Noël               |       | PS    |
| Goyave                 | Ferdy Louisy               |       | PS    | Ferdy Louisy            |       | PS    |
| Lamentin               | José Toribio               |       | GA    | José Toribio            |       | GA    |
| Morne-à-l'Eau-1        | Georges Hermin             |       | PS    | Georges Hermin          |       | PS    |
| Morne-à-l'Eau-2        | Jean Bardail               |       | GUSR  | Jean Bardail            |       | GUSR  |
| Le Moule-1             | Germaine Guizonne-Lacréole |       | PS    | Gabrielle Louis-Carabin |       | DVG   |
| Le Moule-2             | Christian Couchy           |       | PS    | Justine Bénin           |       | DVD   |
| Petit-Bourg            | Guy Losbar                 |       | GUSR  | Guy Losbar              |       | GUSR  |
| Pointe-à-Pitre-1       | Jacques Bangou             |       | PPDG  | Jacques Bangou          |       | PPDG  |
| Pointe-à-Pitre-2       | Georges Brédent            |       | GUSR  | Georges Brédent         |       | GUSR  |
| Pointe-à-Pitre-3       | Marcel Sigiscar            |       | PPDG  | Marcel Sigiscar         |       | PPDG  |
| Pointe-Noire           | Félix Desplan              |       | PS    | Félix Desplan           |       | PS    |
| Saint-Claude           | Élie Califer               |       | PS    | Élie Califer            |       | PS    |
| Trois-Rivières         | Jacques Anselme            |       | PS    | Jacques Anselme         |       | PS    |

* Conseillers généraux sortants ne se représentant pas

## Résultats par canton

### Canton des Abymes-1
| Candidat       | Candidat              | Parti          | Premier tour | Premier tour | Second tour | Second tour |
| Candidat       | Candidat              | Parti          | #            | %            | #           | %           |
| -------------- | --------------------- | -------------- | ------------ | ------------ | ----------- | ----------- |
|                | Chantal Lérus*        | Gauche Alt     | 1 500        | 47,50        | 2 205       | 65,47       |
|                | Daniel Marsin         | LGM            | 750          | 23,75        | 1 163       | 34,53       |
|                | Alix Nabajoth         | Diss FGPS      | 322          | 10,20        |             |             |
|                | Marie-Camille Mounien | FGPS           | 298          | 9,44         |             |             |
|                | Laisely Edom-Parat    | Diss FGPS      | 298          | 9,44         |             |             |
|                | Sully Tacite          | UMP            | 51           | 1,61         |             |             |
|                | Rosan Roussas         | EELV           | 51           | 1,61         |             |             |
|                |                       |                |              |              |             |             |
| Inscrits       | Inscrits              | Inscrits       | 7 299        | 100,00       | 7 297       | 100,00      |
| Abstention     | Abstention            | Abstention     | 3 848        | 52,72        | 3 529       | 48,36       |
| Votants        | Votants               | Votants        | 3 451        | 47,28        | 3 768       | 51,64       |
| Blancs et nuls | Blancs et nuls        | Blancs et nuls | 293          | 8,49         | 400         | 10,62       |
| Exprimés       | Exprimés              | Exprimés       | 3 158        | 91,51        | 3 368       | 89,38       |

*sortant

### Canton de Anse-Bertrand
| Candidats      | Candidats                | Étiquette      | Premier tour | Premier tour | Second tour | Second tour |
| Candidats      | Candidats                | Étiquette      | Voix         | %            | Voix        | %           |
| -------------- | ------------------------ | -------------- | ------------ | ------------ | ----------- | ----------- |
|                | Jean-Marie Hubert*       | UPLG           | 1 245        | 27,27        | 2 903       | 56,83       |
|                | Alfred Dona-Erié         | DVD            | 1 171        | 25,65        | 2 205       | 43,17       |
|                | Edouard Delta            | UMP            | 1 121        | 24,55        |             |             |
|                | Michel Tola              | DVG            | 387          | 8,48         |             |             |
|                | Jacques Marie-Claire     | FGPS           | 258          | 5,65         |             |             |
|                | Paul Rosélé NÉ Chimbonda | REG            | 250          | 5,48         |             |             |
|                | Christophe Belia         | PCG            | 134          | 2,93         |             |             |
|                |                          |                |              |              |             |             |
| Inscrits       | Inscrits                 | Inscrits       | 9 868        | 100,00       | 9 868       | 100,00      |
| Abstentions    | Abstentions              | Abstentions    | 5 055        | 51,23        | 4 397       | 44,56       |
| Votants        | Votants                  | Votants        | 4 813        | 48,77        | 5 471       | 55,44       |
| Blancs et nuls | Blancs et nuls           | Blancs et nuls | 247          | 5,13         | 363         | 6,63        |
| Exprimés       | Exprimés                 | Exprimés       | 4 566        | 94,87        | 5 108       | 93,37       |

*sortant

### Canton de Baie-Mahault
| Candidat       | Candidat        | Parti          | Premier tour | Premier tour |
| Candidat       | Candidat        | Parti          | Voix         | %            |
| -------------- | --------------- | -------------- | ------------ | ------------ |
|                | Ary Chalus*     | CG             | 5 189        | 82,33        |
|                | Christian Bevis | UMP            | 691          | 10,96        |
|                | Joël Sylvestre  | C Baie-M       | 423          | 6,71         |
|                |                 |                |              |              |
| Inscrits       | Inscrits        | Inscrits       | 18 668       | 100,00       |
| Abstention     | Abstention      | Abstention     | 11 831       | 63,38        |
| Votants        | Votants         | Votants        | 6 837        | 36,62        |
| Blancs et nuls | Blancs et nuls  | Blancs et nuls | 534          | 7,81         |
| Exprimés       | Exprimés        | Exprimés       | 6 303        | 92,19        |

*sortant

### Canton de Capesterre-Belle-Eau-1
| Candidat       | Candidat               | Parti          | Premier tour | Premier tour | Second tour | Second tour |
| Candidat       | Candidat               | Parti          | #            | %            | #           | %           |
| -------------- | ---------------------- | -------------- | ------------ | ------------ | ----------- | ----------- |
|                | Joël Beaugendre        | UMP            | 923          | 41,24        | 1 729       | 63,38       |
|                | Najib Saloum           | FGPS           | 404          | 18,05        | 999         | 36,62       |
|                | Jean-Philippe Courtois | CDI            | 359          | 16,04        |             |             |
|                | Manuelle Avril         | Réél           | 267          | 11,93        |             |             |
|                | Philippe Rollé         | UPLG           | 107          | 4,78         |             |             |
|                | Henri Jourson          | NDC            | 93           | 4,16         |             |             |
|                | Alain Léon             | GA             | 85           | 3,80         |             |             |
|                |                        |                |              |              |             |             |
| Inscrits       | Inscrits               | Inscrits       | 6 117        | 100,00       | 6 113       | 100,00      |
| Abstention     | Abstention             | Abstention     | 3 672        | 60,03        | 3 121       | 51,06       |
| Votants        | Votants                | Votants        | 2 445        | 39,97        | 2 992       | 48,94       |
| Blancs et nuls | Blancs et nuls         | Blancs et nuls | 207          | 8,47         | 264         | 8,82        |
| Exprimés       | Exprimés               | Exprimés       | 2 238        | 91,53        | 2 728       | 91,18       |

### Canton de Capesterre-Belle-Eau-2
| Candidat       | Candidat                | Parti          | Premier tour | Premier tour | Deuxième tour | Deuxième tour |
| Candidat       | Candidat                | Parti          | Voix         | %            | Voix          | %             |
| -------------- | ----------------------- | -------------- | ------------ | ------------ | ------------- | ------------- |
|                | Eddy Claude-Maurice     | UMP            | 1 535        | 41,23        | 2 580         | 55,72         |
|                | Hugues Philippe Ramdini | FGPS           | 1 226        | 32,93        | 2 050         | 44,28         |
|                | René Maurice-Péroumal   | GUSR           | 359          | 16,04        |               |               |
|                | Gaby ZOZO               | DVG            | 311          | 8,35         |               |               |
|                |                         |                |              |              |               |               |
| Inscrits       | Inscrits                | Inscrits       | 8 871        | 100,00       | 8 871         | 100,00        |
| Abstention     | Abstention              | Abstention     | 4 819        | 54,32        | 3 923         | 44,22         |
| Votants        | Votants                 | Votants        | 4 052        | 45,68        | 4 948         | 55,78         |
| Blancs et nuls | Blancs et nuls          | Blancs et nuls | 329          | 8,12         | 318           | 6,43          |
| Exprimés       | Exprimés                | Exprimés       | 3 723        | 91,88        | 4 630         | 93,57         |

### Canton de la Désirade
| Candidat       | Candidat       | Parti          | Premier tour | Premier tour |
| Candidat       | Candidat       | Parti          | Voix         | %            |
| -------------- | -------------- | -------------- | ------------ | ------------ |
|                | René Noël*     | DVG            | 660          | 100,00       |
|                |                |                |              |              |
| Inscrits       | Inscrits       | Inscrits       | 1 583        | 100,00       |
| Abstention     | Abstention     | Abstention     | 834          | 52,68        |
| Votants        | Votants        | Votants        | 749          | 47,32        |
| Blancs et nuls | Blancs et nuls | Blancs et nuls | 89           | 11,88        |
| Exprimés       | Exprimés       | Exprimés       | 660          | 88,12        |

*sortant

### Canton de Goyave
| Candidat       | Candidat             | Parti          | Premier tour | Premier tour | Deuxième tour | Deuxième tour |
| Candidat       | Candidat             | Parti          | Voix         | %            | Voix          | %             |
| -------------- | -------------------- | -------------- | ------------ | ------------ | ------------- | ------------- |
|                | Ferdy Louisy*        | FGPS           | 1 208        | 53,45        | 1 646         | 61,10         |
|                | Antoine Sahai        | App UMP        | 514          | 22,74        | 1 048         | 38,90         |
|                | Patrick Brochant     | App UMP        | 414          | 18,32        |               |               |
|                | Jean-Philippe Silmon | DVD            | 124          | 5,49         |               |               |
|                |                      |                |              |              |               |               |
| Inscrits       | Inscrits             | Inscrits       | 6 756        | 100,00       | 6 759         | 100,00        |
| Abstention     | Abstention           | Abstention     | 4 299        | 63,63        | 3 121         | 56,80         |
| Votants        | Votants              | Votants        | 2 457        | 36,37        | 2 920         | 43,20         |
| Blancs et nuls | Blancs et nuls       | Blancs et nuls | 197          | 8,02         | 226           | 7,74          |
| Exprimés       | Exprimés             | Exprimés       | 2 260        | 91,98        | 2 694         | 92,26         |

*sortant

### Canton de Lamentin
| Candidats      | Candidats         | Étiquette      | Premier tour | Premier tour | Second tour | Second tour |
| Candidats      | Candidats         | Étiquette      | Voix         | %            | Voix        | %           |
| -------------- | ----------------- | -------------- | ------------ | ------------ | ----------- | ----------- |
|                | José Toribio*     | GA             | 2 452        | 42,37        | 3 564       | 52,82       |
|                | Jocelyn Sapotille | PS             | 1 705        | 29,46        | 3 183       | 47,18       |
|                | Reinette Juliard  | UMP            | 1 630        | 28,17        |             |             |
|                |                   |                |              |              |             |             |
| Inscrits       | Inscrits          | Inscrits       | 11 613       | 100,00       | 10 923      | 100,00      |
| Abstention     | Abstention        | Abstention     | 5 561        | 47,89        | 3 896       | 35,67       |
| Votants        | Votants           | Votants        | 6 052        | 52,11        | 7 027       | 64,33       |
| Blancs et nuls | Blancs et nuls    | Blancs et nuls | 265          | 4,38         | 280         | 3,98        |
| Exprimés       | Exprimés          | Exprimés       | 5 787        | 95,62        | 6 747       | 96,02       |

*sortant

### Canton de Morne-à-l'Eau-1
|                | Georges Hermin*     | FGPS           | 2 028 | 70,61  |
|                | Jean-Claude Lombion | Gauche alt-PCG | 844   | 29,39  |
|                |                     |                |       |        |
| Inscrits       | Inscrits            | Inscrits       | 6 950 | 100,00 |
| Abstentions    | Abstentions         | Abstentions    | 3 898 | 56,10  |
| Votants        | Votants             | Votants        | 3 051 | 43,90  |
| Blancs et nuls | Blancs et nuls      | Blancs et nuls | 179   | 5,87   |
| Exprimés       | Exprimés            | Exprimés       | 2 872 | 94,13  |

*sortant

### Canton de Morne-à-l'Eau-2
| Candidat       | Candidat        | Parti          | Premier tour | Premier tour | Deuxième tour | Deuxième tour |
| Candidat       | Candidat        | Parti          | Voix         | %            | Voix          | %             |
| -------------- | --------------- | -------------- | ------------ | ------------ | ------------- | ------------- |
|                | Jean Bardail*   | GUSR           | 1 499        | 51,46        | 2 051         | 66,38         |
|                | Ketty Labuthie  | Diss FGPS      | 557          | 19,12        | 1 039         | 33,62         |
|                | Favrot Davrain  | FGPS           | 464          | 15,93        |               |               |
|                | Victoire Jasmin | PCG            | 329          | 11,29        |               |               |
|                | Nico Italique   | CDI            | 64           | 2,20         |               |               |
|                |                 |                |              |              |               |               |
| Inscrits       | Inscrits        | Inscrits       | 6 370        | 100,00       | 6 170         | 100,00        |
| Abstention     | Abstention      | Abstention     | 3 299        | 51,79        | 2 935         | 47,57         |
| Votants        | Votants         | Votants        | 3 071        | 48,21        | 3 235         | 52,43         |
| Blancs et nuls | Blancs et nuls  | Blancs et nuls | 158          | 5,14         | 145           | 4,48          |
| Exprimés       | Exprimés        | Exprimés       | 2 913        | 94,86        | 3 090         | 95,52         |

*sortant

### Canton du Moule-1
| Candidats      | Candidats               | Étiquette      | Premier tour | Premier tour | Second tour | Second tour |
| Candidats      | Candidats               | Étiquette      | Voix         | %            | Voix        | %           |
| -------------- | ----------------------- | -------------- | ------------ | ------------ | ----------- | ----------- |
|                | Gabrielle Louis-Carabin | DVG            | 2 198        | 59,39        | 2 892       | 67,94       |
|                | Germaine Lacréole       | PS             | 699          | 18,89        | 1 365       | 32,06       |
|                | Marcelin Chingan        | PPDG           | 481          | 13,00        |             |             |
|                | Myriam Jasawant         | DVD            | 191          | 5,16         |             |             |
|                | Jean-Marie Gobardhan    | DVD            | 132          | 3,57         |             |             |
|                |                         |                |              |              |             |             |
| Inscrits       | Inscrits                | Inscrits       | 10 830       | 100,00       | 10 852      | 100,00      |
| Abstention     | Abstention              | Abstention     | 6 873        | 63,46        | 6 338       | 58,40       |
| Votants        | Votants                 | Votants        | 3 957        | 36,54        | 4 514       | 52,43       |
| Blancs et nuls | Blancs et nuls          | Blancs et nuls | 256          | 6,47         | 257         | 5,69        |
| Exprimés       | Exprimés                | Exprimés       | 3 701        | 93,53        | 4 257       | 94,31       |

*sortant

### Canton du Moule-2
| Candidats      | Candidats           | Étiquette      | Premier tour | Premier tour | Second tour | Second tour |
| Candidats      | Candidats           | Étiquette      | Voix         | %            | Voix        | %           |
| -------------- | ------------------- | -------------- | ------------ | ------------ | ----------- | ----------- |
|                | Justine Bénin       | DVD            | 1 285        | 54,61        | 1 749       | 68,19       |
|                | Jean Rhinan         | UMP            | 384          | 16,33        | 816         | 31,81       |
|                | Christian Couchy    | PS             | 360          | 15,31        |             |             |
|                | Eugène Desbois      | DVD            | 229          | 9,74         |             |             |
|                | Marcienne Annicette | DVD            | 94           | 4,00         |             |             |
|                |                     |                |              |              |             |             |
| Inscrits       | Inscrits            | Inscrits       | 5 841        | 100,00       | 5 841       | 100,00      |
| Abstention     | Abstention          | Abstention     | 3 273        | 56,03        | 3 083       | 52,78       |
| Votants        | Votants             | Votants        | 2 568        | 43,97        | 2 758       | 47,22       |
| Blancs et nuls | Blancs et nuls      | Blancs et nuls | 216          | 8,41         | 193         | 7,00        |
| Exprimés       | Exprimés            | Exprimés       | 2 352        | 91,59        | 2 565       | 93,00       |

### Canton de Petit-Bourg
| Candidats      | Candidats             | Étiquette      | Premier tour | Premier tour | Second tour | Second tour |
| Candidats      | Candidats             | Étiquette      | Voix         | %            | Voix        | %           |
| -------------- | --------------------- | -------------- | ------------ | ------------ | ----------- | ----------- |
|                | Guy Losbar*           | GUSR           | 2 373        | 51,88        | 3 501       | 66,95       |
|                | Ary Broussillon       | UPLG           | 1 029        | 22,50        | 1 728       | 33,05       |
|                | Richard Nebor         | FGPS           | 412          | 9,01         |             |             |
|                | Thierry Maximin       | DVD            | 332          | 7,26         |             |             |
|                | Fabrice Luce          | DVD            | 317          | 6,93         |             |             |
|                | Isbert Calvados       | NC             | 77           | 1,68         |             |             |
|                | Jean-Paul Charlottine | DVD            | 34           | 0,74         |             |             |
|                |                       |                |              |              |             |             |
| Inscrits       | Inscrits              | Inscrits       | 13 374       | 100,00       | 13 298      | 100,00      |
| Abstentions    | Abstentions           | Abstentions    | 8 400        | 62,81        | 7 781       | 57,01       |
| Votants        | Votants               | Votants        | 4 974        | 37,19        | 5 717       | 42,99       |
| Blancs et nuls | Blancs et nuls        | Blancs et nuls | 497          | 8,04         | 488         | 8,54        |
| Exprimés       | Exprimés              | Exprimés       | 4 574        | 91,96        | 5 229       | 91,46       |

*sortant

### Canton de Pointe-à-Pitre-1
| Candidats      | Candidats       | Étiquette      | Premier tour | Premier tour | Second tour | Second tour |
| Candidats      | Candidats       | Étiquette      | Voix         | %            | Voix        | %           |
| -------------- | --------------- | -------------- | ------------ | ------------ | ----------- | ----------- |
|                | Jacques Bangou* | PPDG           | 658          | 53,71        | 829         | 61,59       |
|                | Alain Sorèze    | Diss FGPS      | 181          | 14,78        | 517         | 38,41       |
|                | Claude Barfleur | FGPS           | 159          | 12,98        |             |             |
|                | Médhi Kéita     | DVG            | 142          | 11,59        |             |             |
|                | Patrick Gob     | NC             | 85           | 6,94         |             |             |
|                |                 |                |              |              |             |             |
| Inscrits       | Inscrits        | Inscrits       | 4 167        | 100,00       | 4 167       | 100,00      |
| Abstention     | Abstention      | Abstention     | 2 821        | 67,70        | 2 709       | 65,01       |
| Votants        | Votants         | Votants        | 1 346        | 32,30        | 1 458       | 34,99       |
| Blancs et nuls | Blancs et nuls  | Blancs et nuls | 121          | 8,99         | 112         | 7,68        |
| Exprimés       | Exprimés        | Exprimés       | 1 225        | 91,01        | 1 346       | 92,32       |

*sortant

### Canton de Pointe-à-Pitre-2
| Candidats      | Candidats        | Étiquette      | Premier tour | Premier tour | Second tour | Second tour |
| Candidats      | Candidats        | Étiquette      | Voix         | %            | Voix        | %           |
| -------------- | ---------------- | -------------- | ------------ | ------------ | ----------- | ----------- |
|                | Georges Brédent* | GUSR           | 720          | 52,63        | 973         | 63,51       |
|                | Jacky Léogane    | DVG            | 448          | 32,75        | 559         | 36,49       |
|                | Claude Rémy      | MoDem          | 69           | 5,04         |             |             |
|                | Patrick Gob      | EELV           | 66           | 4,82         |             |             |
|                | Samuel Damo      | UMP            | 65           | 4,75         |             |             |
|                |                  |                |              |              |             |             |
| Inscrits       | Inscrits         | Inscrits       | 4 216        | 100,00       | 4 216       | 100,00      |
| Abstention     | Abstention       | Abstention     | 2 731        | 64,78        | 2 579       | 61,17       |
| Votants        | Votants          | Votants        | 1 485        | 35,22        | 1 637       | 38,83       |
| Blancs et nuls | Blancs et nuls   | Blancs et nuls | 117          | 7,88         | 105         | 6,41        |
| Exprimés       | Exprimés         | Exprimés       | 1 368        | 92,12        | 1 532       | 93,59       |

*sortant

### Canton de Pointe-à-Pitre-3
| Candidats      | Candidats        | Étiquette      | Premier tour | Premier tour | Second tour | Second tour |
| Candidats      | Candidats        | Étiquette      | Voix         | %            | Voix        | %           |
| -------------- | ---------------- | -------------- | ------------ | ------------ | ----------- | ----------- |
|                | Marcel Sigiscar* | PPDG           | 954          | 56,05        | 1 270       | 61,32       |
|                | Henry Angélique  | DVG            | 473          | 14,78        | 801         | 38,68       |
|                | CRoland Rousseau | DVG            | 218          | 12,81        |             |             |
|                | Jean-Luc Bonnet  | NC             | 57           | 3,35         |             |             |
|                |                  |                |              |              |             |             |
| Inscrits       | Inscrits         | Inscrits       | 5 785        | 100,00       | 5 985       | 100,00      |
| Abstention     | Abstention       | Abstention     | 3 862        | 66,76        | 3 727       | 62,27       |
| Votants        | Votants          | Votants        | 1 923        | 33,24        | 2 258       | 37,73       |
| Blancs et nuls | Blancs et nuls   | Blancs et nuls | 221          | 11,49        | 187         | 8,28        |
| Exprimés       | Exprimés         | Exprimés       | 1 702        | 88,51        | 2 071       | 91,72       |

*sortant

### Canton de Pointe-Noire
| Candidat       | Candidat           | Parti          | Premier tour | Premier tour | Deuxième tour | Deuxième tour |
| Candidat       | Candidat           | Parti          | Voix         | %            | Voix          | %             |
| -------------- | ------------------ | -------------- | ------------ | ------------ | ------------- | ------------- |
|                | Félix Desplan*     | FGPS           | 1 680        | 52,13        | 2 234         | 53,59         |
|                | Camille Elizabeth  | DVD            | 1 186        | 36,80        | 1 935         | 46,41         |
|                | Jacqueline Cabrion | DVD            | 235          | 7,29         |               |               |
|                | Marc Phibel        | DVD            | 122          | 3,79         |               |               |
|                |                    |                |              |              |               |               |
| Inscrits       | Inscrits           | Inscrits       | 6 917        | 100,00       | 6 917         | 100,00        |
| Abstention     | Abstention         | Abstention     | 4 483        | 50,35        | 2 564         | 37,07         |
| Votants        | Votants            | Votants        | 3 434        | 49,65        | 4 353         | 62,93         |
| Blancs et nuls | Blancs et nuls     | Blancs et nuls | 211          | 6,14         | 184           | 4,23          |
| Exprimés       | Exprimés           | Exprimés       | 3 223        | 93,86        | 4 169         | 95,77         |

### Canton de Saint-Claude
| Candidat       | Candidat        | Parti          | Premier tour | Premier tour |
| Candidat       | Candidat        | Parti          | Voix         | %            |
| -------------- | --------------- | -------------- | ------------ | ------------ |
|                | Elie Califer*   | FGPS           | 2 031        | 75,33        |
|                | Gérald Coralie  | UMP            | 486          | 18,03        |
|                | Pierre Faverole | Diss FGPS      | 112          | 4,15         |
|                | Paul Mathieu    | FN             | 67           | 2,49         |
|                |                 |                |              |              |
| Inscrits       | Inscrits        | Inscrits       | 7 759        | 100,00       |
| Abstentions    | Abstentions     | Abstentions    | 4 925        | 63,47        |
| Votants        | Votants         | Votants        | 2 834        | 36,53        |
| Blancs et nuls | Blancs et nuls  | Blancs et nuls | 138          | 4,87         |
| Exprimés       | Exprimés        | Exprimés       | 2 696        | 95,13        |

*sortant

### Canton de Trois-Rivières
| Candidat       | Candidat             | Parti          | Premier tour | Premier tour | Deuxième tour | Deuxième tour |
| Candidat       | Candidat             | Parti          | Voix         | %            | Voix          | %             |
| -------------- | -------------------- | -------------- | ------------ | ------------ | ------------- | ------------- |
|                | Jacques Anselme*     | FGPS           | 2 128        | 86,54        | 2 479         | 85,93         |
|                | Jean-Claude Aricique | DVD            | 331          | 13,46        | 406           | 14,07         |
|                |                      |                |              |              |               |               |
| Inscrits       | Inscrits             | Inscrits       | 8 557        | 100,00       | 8 557         | 100,00        |
| Abstention     | Abstention           | Abstention     | 5 823        | 68,05        | 5 427         | 63,42         |
| Votants        | Votants              | Votants        | 2 734        | 31,95        | 3 130         | 36,58         |
| Blancs et nuls | Blancs et nuls       | Blancs et nuls | 275          | 11,18        | 245           | 7,83          |
| Exprimés       | Exprimés             | Exprimés       | 2 459        | 89,94        | 2 885         | 92,17         |